# 古爾貝內
古爾貝內是拉脫維亞古爾貝內市鎮内的城鎮，位於該國東北部，距離首都里加186公里，海拔高度133米，面積12.0平方公里，鎮上的城堡在1340年建成，2011年人口8,745。

## 图集

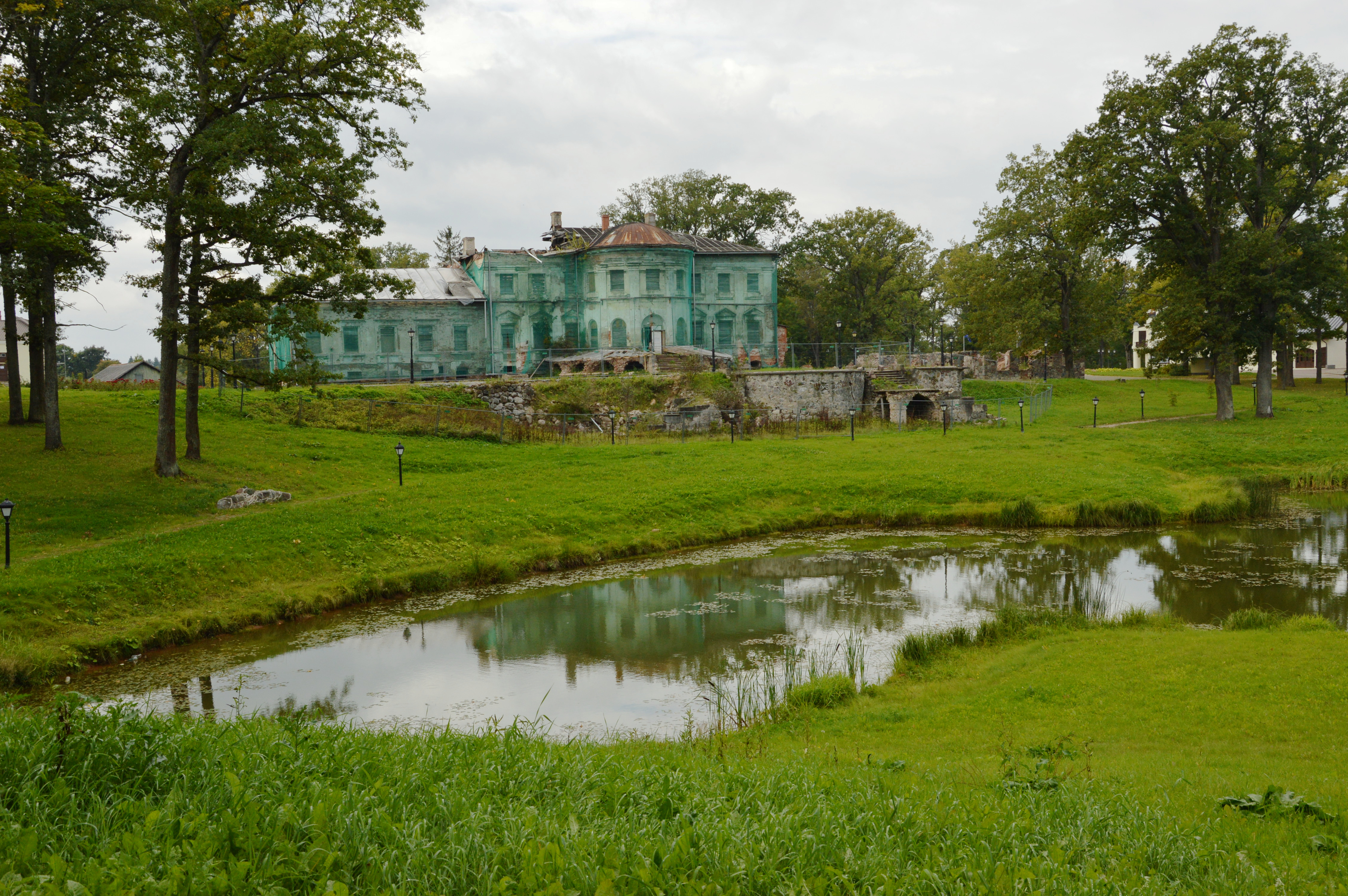
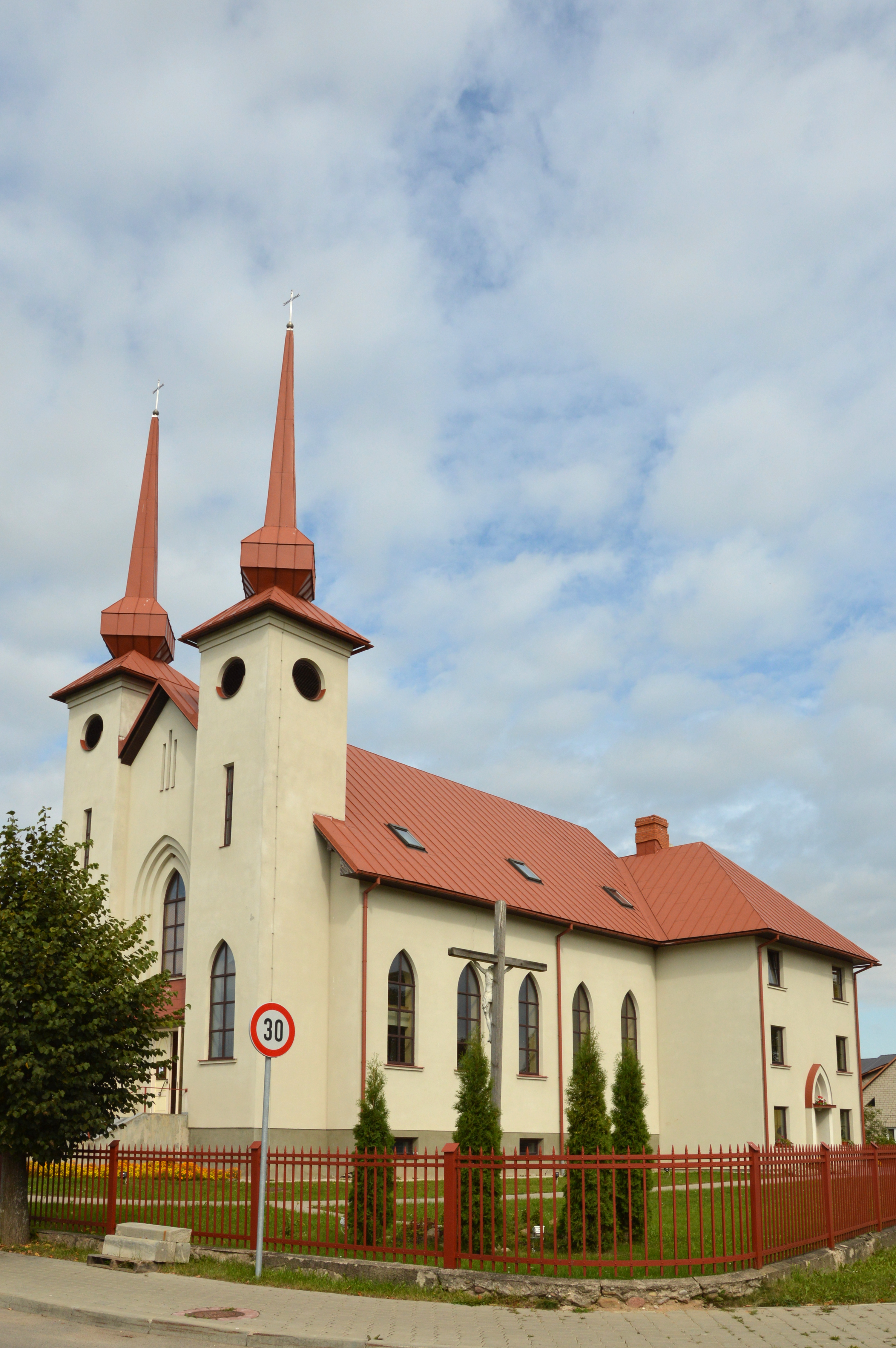
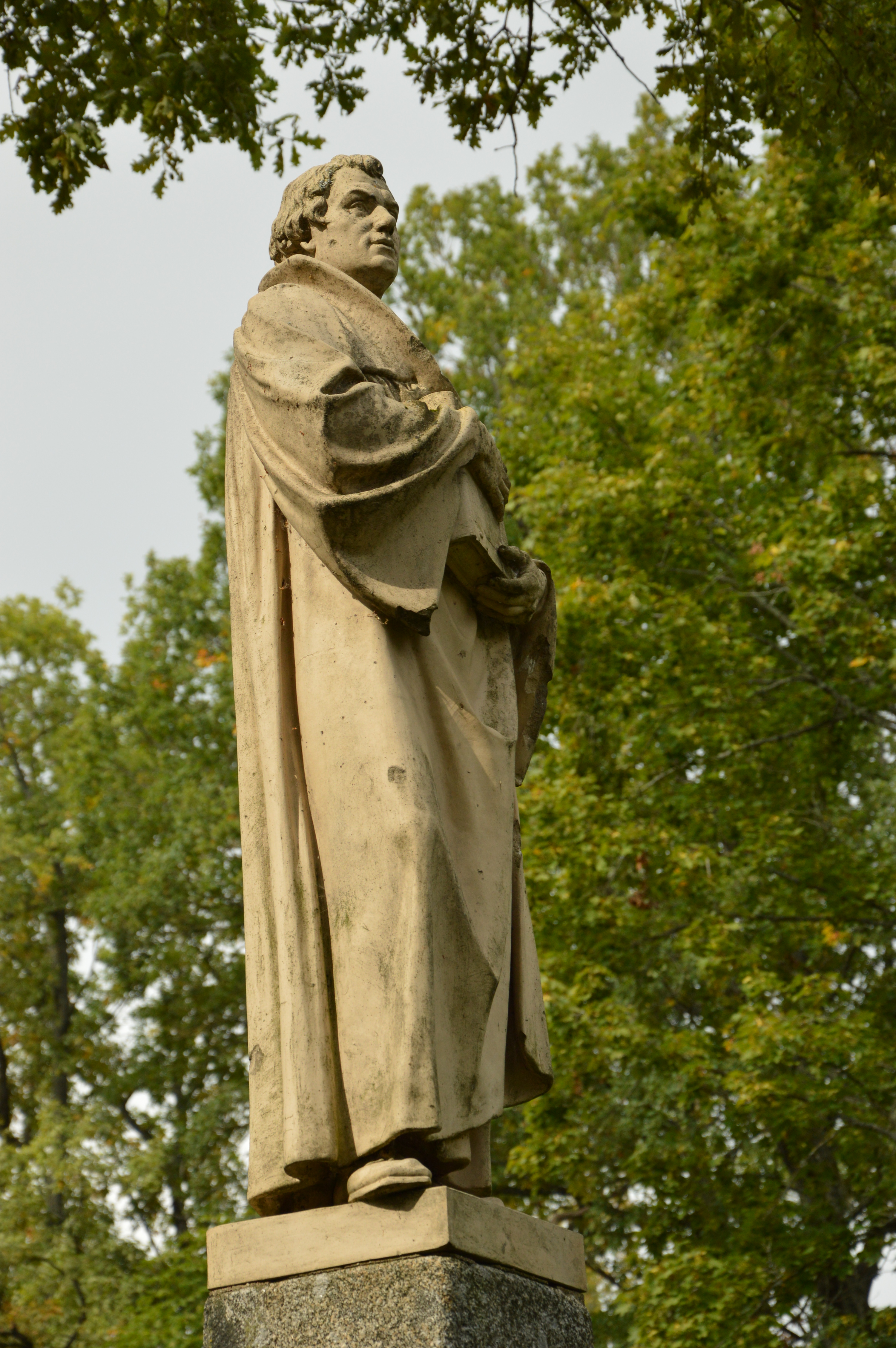
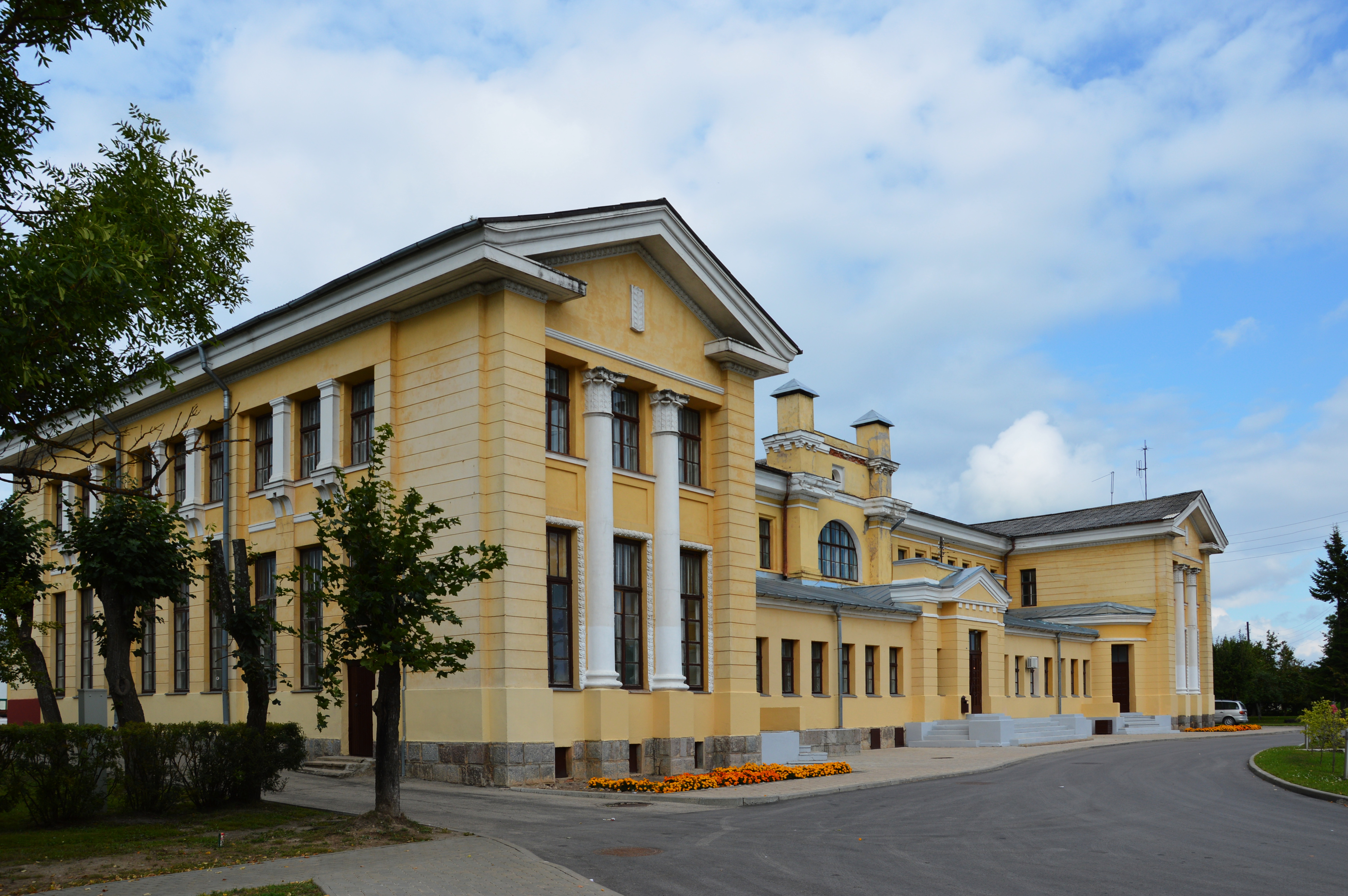
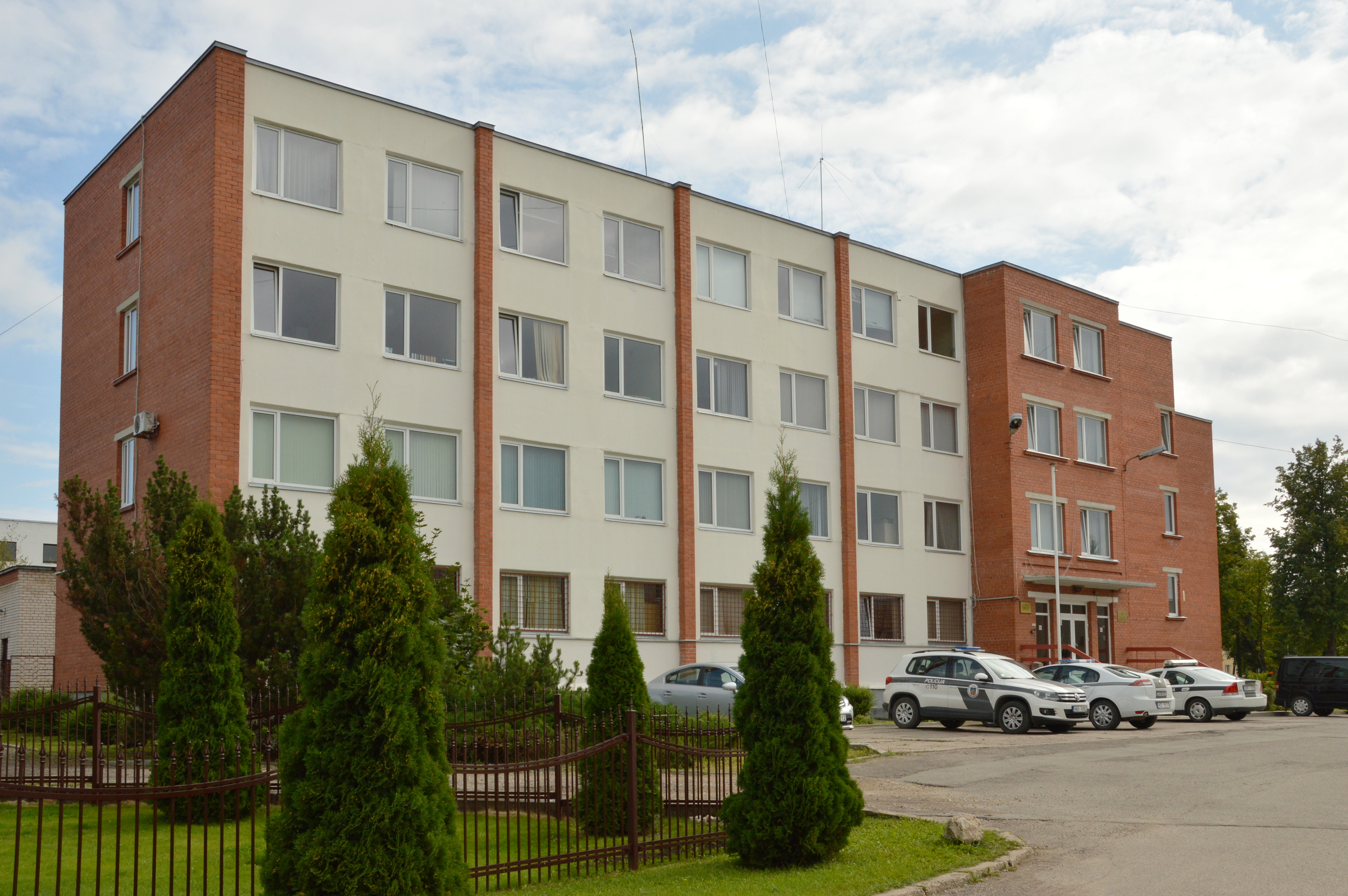
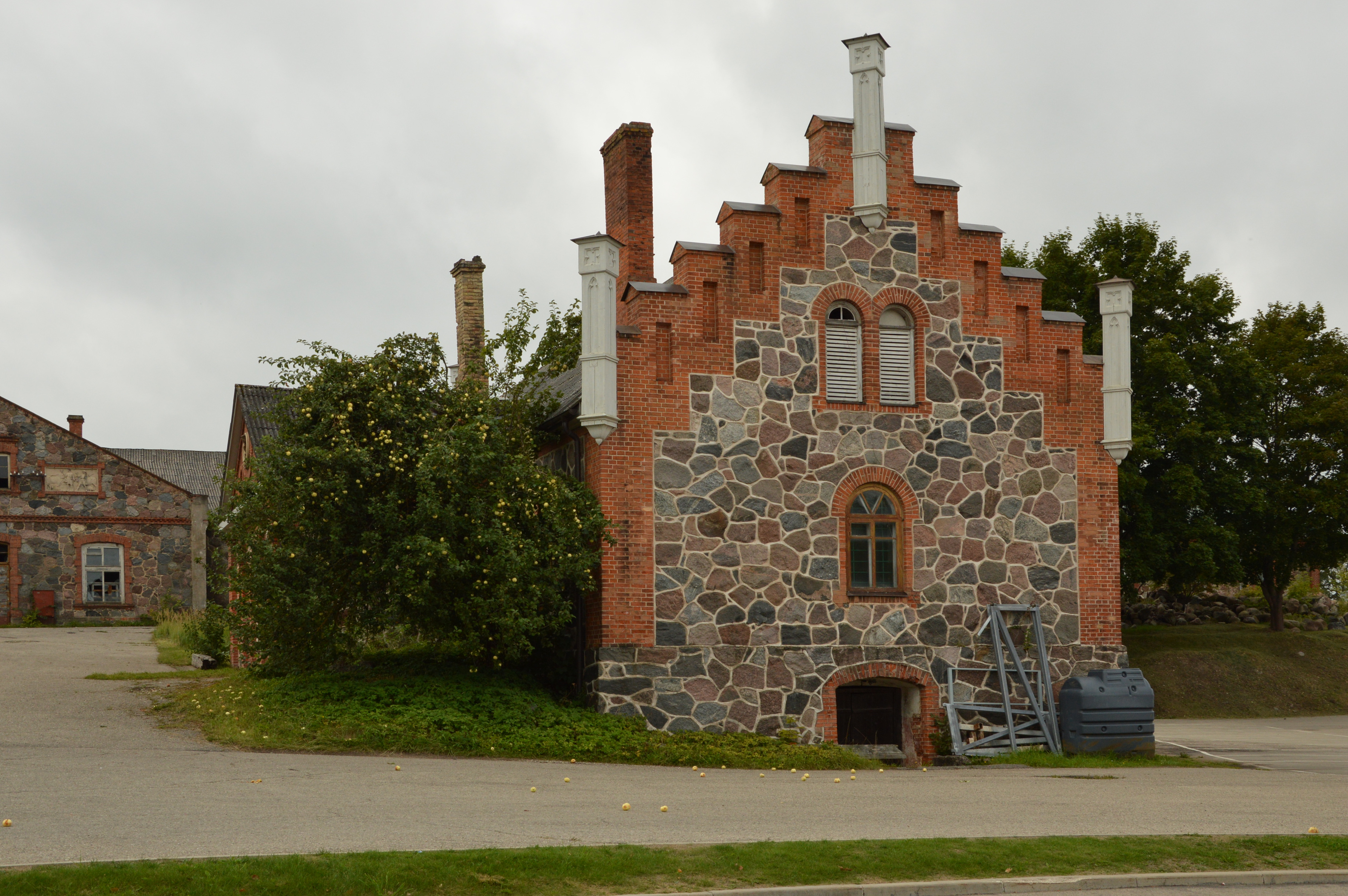
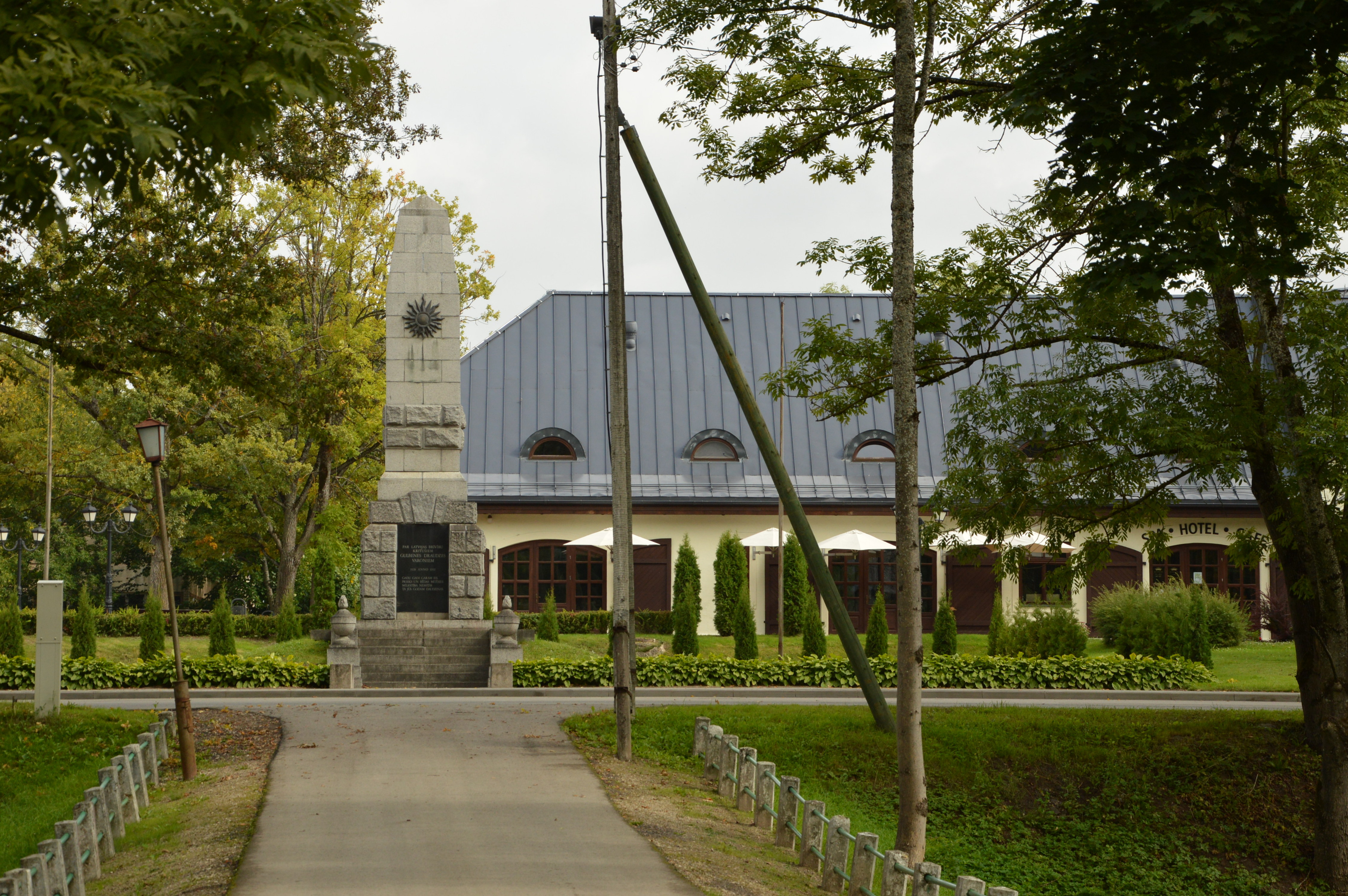
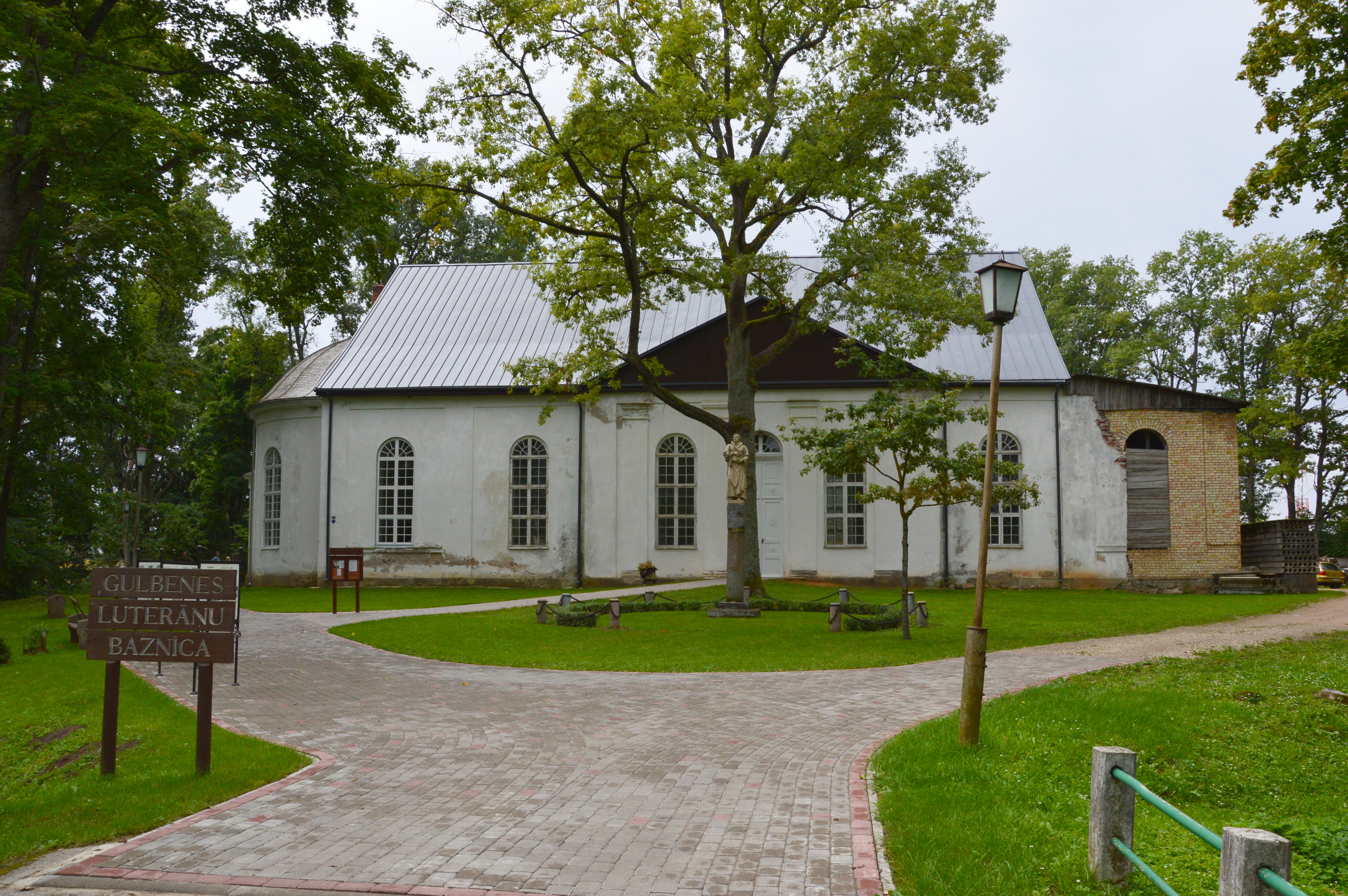